# Boreotrophon mazatlanicus
Boreotrophon mazatlanicus is een slakkensoort uit de familie van de Muricidae. De wetenschappelijke naam van de soort is voor het eerst geldig gepubliceerd in 1902 door Dall.